# معركة شاول
معركة شاول هي معركة بحرية جرت في ميناء شاول في الهند بين أساطيل البرتغاليين والمماليك في عام 1508م وانتهت المعركة بانتصار المماليك. وكانت هذه المعركة أول هزيمة للبرتغاليين في بحار المحيط الهندي.

## التجهيزات
غادر الأسطول المملوكي في فبراير 1507م تحت قيادة الأمير حسين الكردي بهدف كبح توسع البرتغاليين في المحيط الهندي ووصل متأخراً للميناء الهندي ديو في عام 1508م بعد إخضاع مدينة جدة. ويتكون أسطوله من 6 قوادس على متنها 1500 رجل مقاتل، واصطحبهم ماييماما مراكار سفير سامري كاليكوت.
وكان الأسطول سينضم مالك أياز وهو عبد روسي سابق، وكان تحت إمرة محمود بيغادا سلطان كجارات، وهو القائد البحري ورئيس ديو. وقد خطط الأسطول أيضاً للانضمام مع سامري كاليكوت، وذلك للاستيلاء وتدمير جميع الممتلكات البرتغالية على السواحل الهندية، ولكن السامريون الذين كانوا بانتظار المماليك في عام 1507، قد غادروا.

## المعركة
كان البرتغاليون تحت قيادة لورينسو دي ألميدا ابن فرانسيسكو دي ألميدا، وكانوا قليلي العدد وقوتهم ضعيفة، وكانوا بجانب ميناء شاول. والبقية أبحروا إلى الشمال لحماية السفن من ماسموه القرصنة. وأبحر المماليك إلى شاول وتقاتلوا مع البرتغاليين لمدة يومين بنتيجة غير غير حاسمة. وبعدما أبحر مالك أياز بقوادسه أجبر البرتغاليين على التراجع، وقد غرقت سفينة ألميدا في مدخل ميناء شاول وكان ألميدا على متنها. وقد رجع حسين الكردي إلى ميناء ديو، ولكن من تلك المعركة لم يُقدم على أي هجمات على الساحل الهندي، أصبحت سفنه مهمولة، وتفرق طاقمه.

## بعد المعركة
عاد البرتغاليون لاحقاً وهاجموا الأسطول في ميناء ديو، نتج عن ذلك الهجوم انتصار حاسم لهم في معركة ديو (1509).